# 国立作業場
国立作業場（こくりつさぎょうじょう、Ateliers nationaux）は、1848年2月末にフランスに成立した機関。失業した労働者に政府が職を提供するものであったが、まもなく廃止された。

## 概要
1848年、フランスでは二月革命によって七月王政が崩壊した。この革命によって成立した臨時政府には、社会主義者のルイ・ブランも参画しており、彼の尽力やパリ民衆の圧力によって国立作業場が設置された。（ただし、本来彼が構想していた社会作業場（Ateliers sociaux）とはかけ離れたものであった。）国立作業場の設置は一種の公共事業であり、失業者に政府が職を与えるものであった。しかしながら、徐々に社会主義に対して有産階級が反発を強めていった上、失業者の増大にともない給与などの人件費や運営コスト等の財政問題から運営も行き詰まり、国立作業場は約4ヶ月で閉鎖へと追い込まれることになった。このことを契機として六月蜂起（六月暴動）が発生し、フランスの世論は保守化へと向かうことになった。